# Todoist
Todoistは、クラウド型、クラウド型プロジェクトマネジメントアプリケーションで、個人またはチームとしてTodoリスト、スケジュール管理、タスク管理、GTDに使うことができる。ウェブ、Android、iOS、macOS、Windows、Chrome、Firefox、Gmailなど、複数のプラットフォームから利用できる、マルチプラットフォームツールである。基本無料だが、タスクの共有、メモ、ラベルなどの機能が搭載されたTodoist Puremium、Todoist for Businessという2種の有料版がある。2007年に、スタートアップ企業Doistが製作した。2015年9月現在、ユーザー数は500万人以上いる。
Todoistでは、タスクはプロジェクトかインボックスに作成される。複数階層の子プロジェクトを含み、タスクは複数階層の子タスクを作成することができる。タスクは、ラベル、日付、優先度によって整理またはフィルターすることができる。タスクを完了したり、ラベルなどの機能を使用すると「カルマ」ポイントが上がるなど、ゲーミフィケーションを導入している。

## 歴史
2007年1月、Amir Salihefendicが公開。その後、ReadWriteWebが「驚異的である」と評し、「Start up of the week」に選ぶ。
2011年1月、Todoistは40,000アメリカドルに相当するエクイティ･フリー･ファンドを、「Start-Up Chile」から受け取る。以降、Todoistは、2013年にポルトガルのポルト(ポルトガル)に移転するまで、オフィスをサンティアゴ(チリ)に構える。

### HTML5アプリの開発
2012年、6月27日、Todoistは、世界初のオフラインストレージが可能な、HTML5ベースのタスク管理ウェブアプリケーションを製作した。HTML5技術の活用により、100ミリ秒以下の読み込みを実現した。

### ゲーミフィケーション
2013年3月、TodoistはTodoistの利用に応じて、ユーザーのポイントやレベルがあがる「カルマ」を導入した。

### 新しいロゴ
2015年9月、Todoistは新しいロゴと、ブランドイメージを発表した。

## Todoistプレミアムアカウント
Todoistのプレミアムアカウント利用料は、年間29アメリカドルである。Todoistプレミアム版は、デバイス間同期数の無制限化、アラーム、ノート、ファイル添付、タスク検索、SSL暗号化、iCalendar、メールでタスクを作成、プロジェクトのテンプレート、プレミアムカラーテーマの利用などの機能が利用できる。

## モバイルアプリケーション
Todoistは、iOS、Androidで利用できる。
2015年3月, TodoistはiOS向けのバージョン10を発表した。
このバージョンは、インターフェースデザインの変更、クイック入力機能、カラーテーマなどの機能が新たなに追加された。

## 対応プラットフォーム
- Web
- Windows
- macOS
- Android
- Android Wear
- iOS (iPhone and iPad)
- watchOS (Apple Watch)
- Google Chrome
- Firefox
- Outlook
- Gmail
- Mozilla Thunderbird